# Parc quasi national de Sado-Yahiko-Yoneyama
Le parc quasi national de Sado-Yahiko-Yoneyama (佐渡弥彦米山国定公園, Sado-Yahiko-Yoneyama Kokutei Kōen) est un parc quasi national situé dans la préfecture de Niigata au Japon. Créé le 27 juillet 1950, il s'étend sur 294,64 km2.